# Geranosaurus

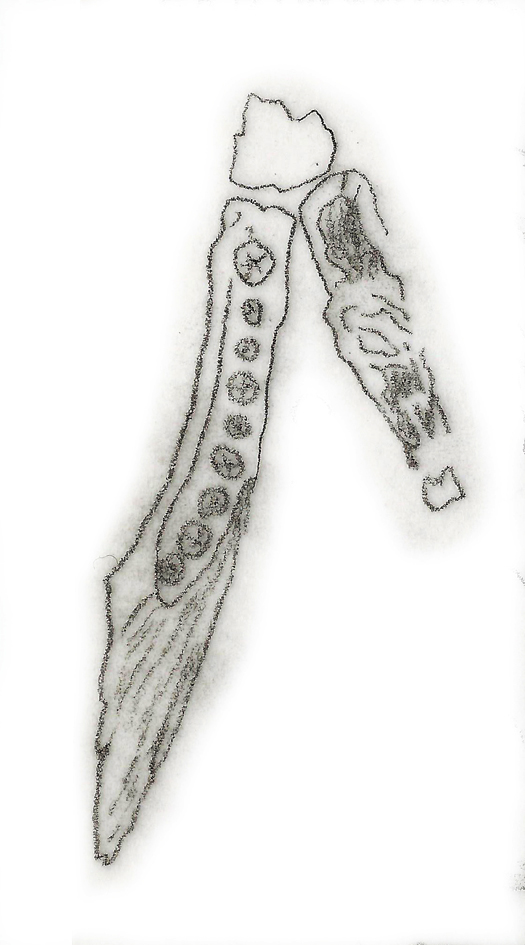
Dessin d'un fossile de Geranosaurus

Genre
Geranosaurus est un genre éteint de dinosaures de l'ordre des ornithischiens. Il est considéré comme nomen dubium de Heterodontosauridae, selon Paleobiology Database, en 2022.

## Liste d'espèces
Selon BioLib (16 juillet 2020) :
- Geranosaurus atavus Broom, 1911 †